# ノア・ヘルスクラブ
ノア・ヘルスクラブは、プロレスリング・ノアに所属していたプロレスラーのグループである。

## 概要
2004年、当時のノア中堅レスラーで伸び悩んでいた3人を一まとめとして秋山準が彼らを「二軍」と扱っていた。チーム名は秋山が「健康維持のためにプロレスをやっている人たち」と酷評したことに由来する。
同年5月、秋山が自ら創設したグローバル・ハードコア・クラウンでは2度目の防衛戦の相手となったが、3連戦に勝利して初めて「1度の防衛」とされていた。ヘルスクラブは秋山の酷評に対し、サウナ通いの姿さながらにガウンにタオルを羽織った上に歯磨きと歯ブラシの入った風呂桶を持ち、泉田が「これで秋山の歯を磨いてやる」と宣言して入場した。
試合は3人が奮起して秋山に攻撃を集中するも、いきなり泉田が捕まって逆に顔を歯磨きだらけにされ、残る2人も秋山があっさり倒し、3連勝して2度目の防衛を果たした。さらに試合後、再度の挑戦を促す秋山に対して泉田が「もうやってられない。ベルトなんかいらない。挑戦しない」と言い放ち、秋山は呆れ、リングに白けた空気が漂うこととなった。
その後、泉田は秋山準率いるスターネス入りを目指すが秋山から再三にわたり拒絶された後、同年11月13日に行われた「勝ったら軍団入り決定マッチ」でダーク・エージェント入りを目指す川畑に勝利、体重チェックもパスし念願のスターネス入りを果たした。井上はスターネスを離脱した齋藤彰俊と合流、ダーク・エージェントを結成。川畑はダーク・エージェント入りを目指すが上記泉田戦に敗北、「ダーク引越センター下請け業者」を経てようやく正式加入を認められた。
2009年限りで泉田と川畑はノアを退団、2012年からは井上もフリー契約となっている。

## メンバー
- 泉田純
- 井上雅央
- 川畑輝鎮